# Pine Lake, Georgia
Pine Lake är en ort i DeKalb County i Georgia. Vid 2010 års folkräkning hade Pine Lake 730 invånare.